# Kulusuk
Kulusuk (Deens: Kap Dan) is een gehucht in Groenland in de buurt van Tasiilaq met 300 inwoners. Op een paar kilometer afstand ligt een kleine internationale luchthaven, de Luchthaven Kulusuk, met vluchten van Air Greenland naar Nerlerit Inaat en Nuuk en Icelandair naar Reykjavik-Keflavik. Een helikopterdienst verbindt Tasiilaq met Kulusuk. Een bus pendelt tussen het gehucht Kulusuk en de luchthaven. Het toerisme speelt een belangrijke rol voor de economie in Kulusuk, maar er is veel armoede en er zijn niet veel winkels.

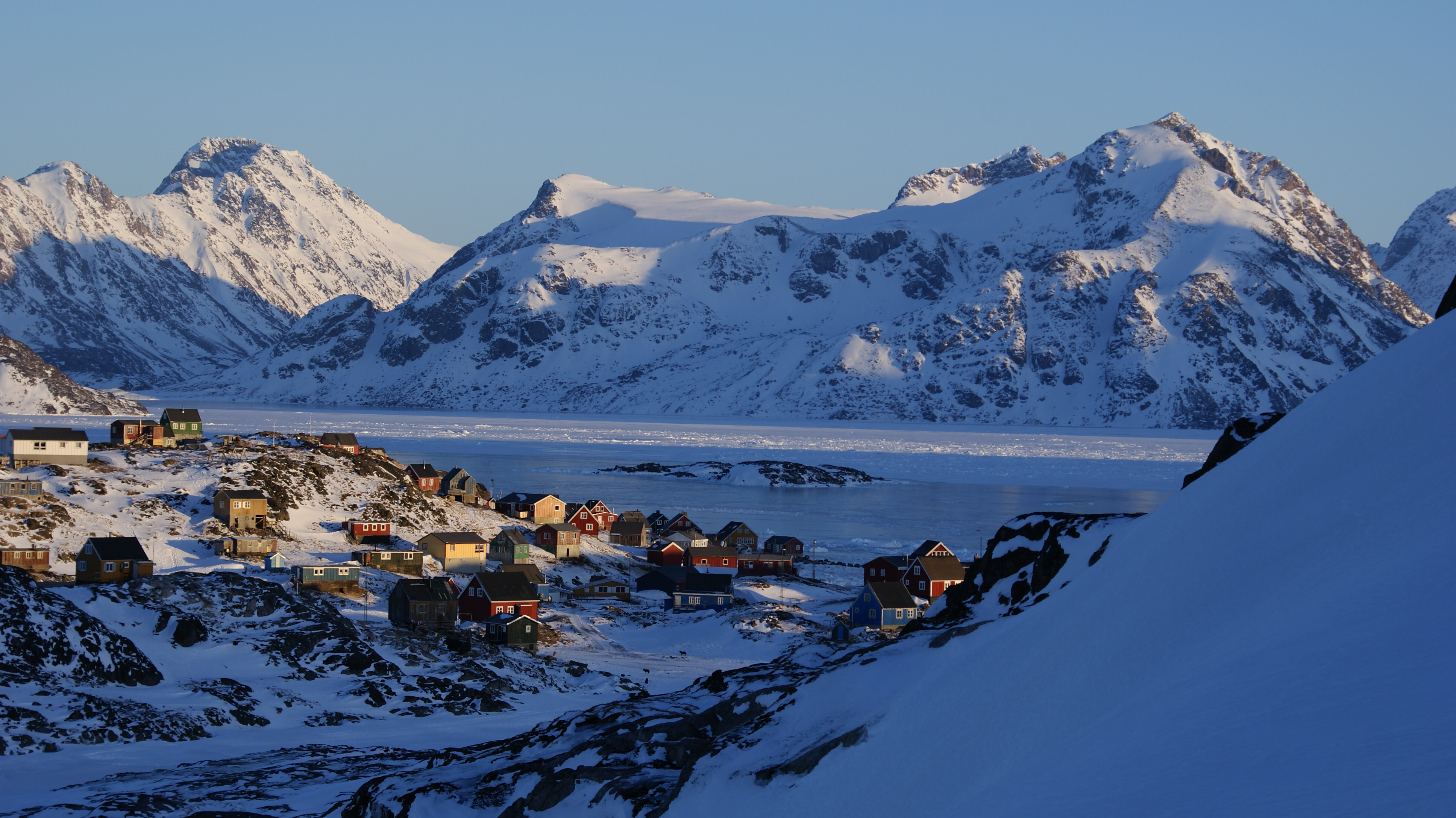
Kulusuk in de winter